# Bistahieversor
Bistahieversor là một chi khủng long, được Carr & Williamson mô tả khoa học năm 2010.